# 山谷駅 (仁川広域市)
山谷駅（サンゴクえき）は大韓民国仁川広域市富平区山谷洞にある、仁川交通公社7号線の駅。駅番号は760。

## 歴史
- 2021年5月22日 - 開業[1]。

## 駅構造

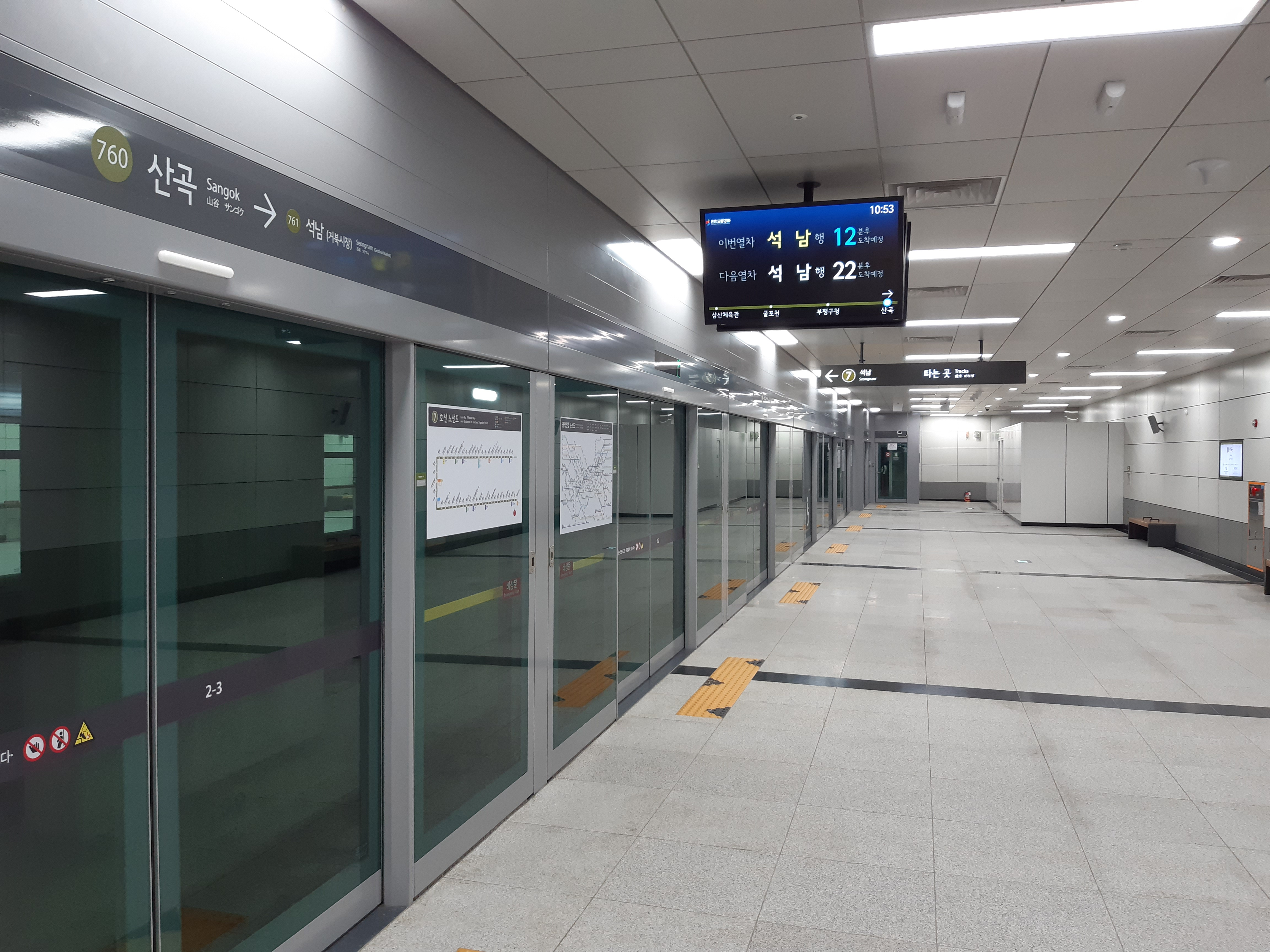
プラットホーム

相対式ホーム2面2線を有する地下駅で、フルスクリーンタイプのホームドアが設置されている。

### のりば
案内上ののりば番号は設定されていない。 
| 上り | 7号線 | 温水・高速ターミナル・建大入口・道峰山・長岩方面 |
| 下り | 7号線 | 石南行き                                         |

## 駅周辺
- 富平アイパーク
- 富平郵便局（朝鮮語版）
- 仁川山谷初等学校（朝鮮語版）
- ロッテマート富平店
- 仁川部馬初等学校（朝鮮語版）
- 明新女子高等学校（朝鮮語版）
- 仁川山谷北初等学校（朝鮮語版）
- 清川中学校 (仁川広域市)（朝鮮語版）
- 仁川外国語高等学校（朝鮮語版）
- 首都圏電鉄1号線 白雲駅
- 世一高等学校（朝鮮語版）
- 韓一初等学校（朝鮮語版）
- 韓国GM富平工場
- 元積山トンネル（朝鮮語版）

## 隣の駅
仁川交通公社
 7号線
富平区庁駅 (759) - 山谷駅 (760) - 石南駅 (761)